# ویلارد (مونتانا)
ویلارد (به انگلیسی: Willard) یک منطقهٔ مسکونی در ایالات متحده آمریکا است که در شهرستان فالون، مونتانا واقع شده‌است. ویلارد ۱٬۰۱۱٫۰۳ متر بالاتر از سطح دریا قرار دارد.